# David Wilkie (pływak)
David Andrew Wilkie (ur. 8 marca 1954 w Kolombo, zm. 22 maja 2024) – brytyjski pływak (Szkot). Trzykrotny medalista olimpijski.

## Życiorys
Urodził się na Sri Lance. Specjalizował się w stylu klasycznym, choć sukcesy odnosił również w stylu zmiennym. Brał udział w dwóch igrzyskach (IO 72, IO 76), na obu zdobywał medale. W debiucie był drugi na dystansie 200 m żabką. Podczas drugiego startu sięgnął na nim po złoto i był drugi na dwukrotnie krótszym dystansie. Trzykrotnie bił rekordy świata. Był medalistą mistrzostw świata w 1973 (złoto na 200 m żabką, brąz na tym dystansie w stylu zmiennym) oraz dwa lata później (złoto na 100 i 200 m żabką, brąz w sztafecie w stylu zmiennym). W 1974 dwukrotnie triumfował w mistrzostwach Europy, ma w dorobku medale Igrzysk Wspólnoty Narodów. Studiował w USA, zwyciężał w mistrzostwach NCAA.
W 1982 został przyjęty do International Swimming Hall of Fame.
Zmarł 22 maja 2024 w wyniku choroby nowotworowej.